# Tyler Ennis (koszykarz)
Tyler Cameron Ennis McIntyre (ur. 24 sierpnia 1994 w Brampton) – kanadyjski koszykarz występujący na pozycji rozgrywającego, obecnie zawodnik Türk Telekom Ankara.
23 lutego 2017 został wytransferowany wraz z prawami do Brada Newleya, do Los Angeles Lakers w zamian za Marcelo Huertasa. 26 lipca 2017 przedłużył umowę z Los Angeles Lakers.
W sezonie 2017/18 wystąpił w 54 meczach, w tym 11 w wyjściowej piątce, notował średnio 4.1 punktów, 1.8 zbiórek i 1.9 asysty na mecz. 28 czerwca 2018 Los Angeles Lakers podjęli decyzję o jego zwolnieniu.
23 lipca 2020 dołączył tureckiego Türk Telekom Ankara.

## Osiągnięcia
Stan na 23 lipca 2020, na podstawie, o ile nie zaznaczono inaczej.
NCAA
- Uczestnik turnieju NCAA (2014)
- Zaliczony do:
  - I składu:
    - pierwszoroczniaków konferencji Atlantic Coast (ACC – 2014)
    - defensywnego ACC (2014)

  - II składu ACC (2014)

Drużynowe
- Wicemistrz Turcji (2019)
- 4. miejsce w Eurolidze (2019)
- Zdobywca pucharu Turcji (2019)
- Finalista superpucharu Turcji (Puchar Prezydenta – 2018)

Reprezentacja
- Uczestnik mistrzostw świata U–19 (2013 – 6. miejsce)
- Lider strzelców mistrzostw świata U–19 (2013)[6]